# Dieter Blochel
Dieter Blochel (* 26. März 1941; † 18. August 2018) war Fußballtorwart in Hennigsdorf, beim 1. FC Union Berlin und in Velten. Für den 1. FC Union Berlin spielte er eine Saison in der DDR-Oberliga, der höchsten Spielklasse des DDR-Fußballverbandes.

## Laufbahn als Fußballspieler
Bevor sich Blochel 1966 dem Oberligisten 1. FC Union Berlin anschloss, war er Torwart beim zweitklassigen DDR-Ligisten, der Betriebssportgemeinschaft (BSG) Motor Hennigsdorf gewesen. Mit der Erfahrung von nur einer DDR-Liga-Saison, Hennigsdorf hatte zuvor in der Bezirksliga Potsdam gespielt, wechselt Blochel im Sommer 1966 nach Ost-Berlin, um dort zweiter Torwart hinter Peter Blüher zu werden. Nachdem Blochel in der Saison 1966/67 nur viermal in Oberligaspielen und einmal in einem Pokalspiel eingesetzt worden war, kehrte er nach Ende der Spielzeit wieder zu Motor Hennigsdorf zurück.
| Spiele mit Union Berlin (1. Mannschaft): |                        |     |
| 2. Runde DDR-Pokal                       | Union – Motor Köpenick | 0:4 |
| 15. Spieltag                             | Hallescher FC – Union  | 2:1 |
| 17. Spieltag                             | Dynamo Dresden – Union | 1:1 |
| 18. Spieltag                             | Union – Chemie Leipzig | 0:3 |
| 26. Spieltag                             | Union – Lok Stendal    | 3:1 |

Mit Motor Hennigsdorf spielte Blochel in der DDR-Liga bis 1969 und nach dem Abstieg der Mannschaft für eine Saison in der Bezirksliga. Als die BSG Motor den Wiederaufstieg verpasste, wechselte er zur Saison 1970/71 zum Stadtrivalen BSG Stahl Hennigsdorf, mit dem er zunächst auch nur in Bezirksliga spielte. Stahl beendete die Saison als Bezirksmeister und stieg mit Blochel in die DDR-Liga auf. Dort spielte Blochel mit der BSG Stahl bis 1978. Anschließend kehrte er für die Spielzeiten 1978/79 und 1979/80 in die Bezirksliga Potsdam zurück und wurde Torwart bei der BSG Chemie Velten. Danach schloss er sich, inzwischen 39 Jahre alt, erneut Stahl Hennigsdorf an, wurde dort aber hinter dem 14 Jahre jüngeren Bernd Müller nur noch als zweiter Torwart eingestuft. Als Müller 1982 zu Chemie Velten wechselte, rückte Blochel wieder zur Nummer eins auf. 1984 stieg Stahl Hennigsdorf wieder in die Bezirksliga ab, ein Jahr später beendete Blochel im Alter von 44 Jahren seine Laufbahn als Leistungssportler.

## Spielklassen und Stationen
| bis 1965  | Bezirksliga Potsdam (3. Liga) | Motor Hennigsdorf  |
| 1965/66   | DDR-Liga (2. Liga)            | Motor Hennigsdorf  |
| 1966/67   | Oberliga (1. Liga)            | 1. FC Union Berlin |
| 1967–1969 | DDR-Liga                      | Motor Hennigsdorf  |
| 1969/70   | Bezirksliga Potsdam           | Motor Hennigsdorf  |
| 1970/71   | Bezirksliga Potsdam           | Stahl Hennigsdorf  |
| 1971–1978 | DDR-Liga                      | Stahl Hennigsdorf  |
| 1978–1980 | Bezirksliga Potsdam           | Chemie Velten      |
| 1980–1984 | DDR-Liga                      | Stahl Hennigsdorf  |
| 1984/85   | Bezirksliga Potsdam           | Stahl Hennigsdorf  |